# Quemusia raveni
Quemusia raveni is een spinnensoort uit de familie Desidae. De soort komt voor in Queensland.